# Diocese de Oeiras
A Diocese de Oeiras (em latim: Dioecesis Oeirensis) é uma Circunscrição Eclesiástica da Igreja Católica na cidade de Oeiras, no estado do Piauí, no Brasil. Diocese sufragânea da Arquidiocese de Teresina, da região eclesiástica Nordeste 4.

## Histórico
Foi criada a 16 de dezembro de 1944 pelo Papa Pio XII através da bula Ad Domimici Gregis Bonum. A diocese foi criada com o nome de Diocese de Oeiras, sendo renomeada em 8 de dezembro de 1977 para Diocese de Oeiras-Floriano. Em 27 de fevereiro de 2008 foi criada a Diocese de Floriano, a partir de seu desmembramento, passando novamente a se chamar Diocese de Oeiras.
A diocese tem território de 15.096 Km², possui 16 paróquias, 5 áreas pastorais e 24 sacerdotes. Em 2016 tinha população de 142 mil habitantes, sendo 127 mil católicos.

## Bispos
|    | Nome                         | Período      | Notas                               |
| -- | ---------------------------- | ------------ | ----------------------------------- |
| 7° | Edilson Soares Nobre         | 2017 - atual |                                     |
| 6º | Juarez Sousa da Silva        | 2008 - 2016  | Nomeado bispo coadjutor de Parnaíba |
| 5º | Augusto Alves da Rocha       | 2001 - 2008  | Nomeado bispo de Floriano           |
| 4º | Fernando Panico, M.S.C.      | 1993 - 2001  | Nomeado bispo de Crato              |
| 3º | Edilberto Dinkelborg, O.F.M. | 1959 - 1991  | Faleceu no cargo                    |
| 2º | Raimundo de Castro e Silva   | 1954 - 1957  | Nomeado bispo auxiliar de Fortaleza |
| 1º | Francisco Expedito Lopes     | 1948 - 1954  | Nomeado bispo de Garanhuns          |